# 필립 오베

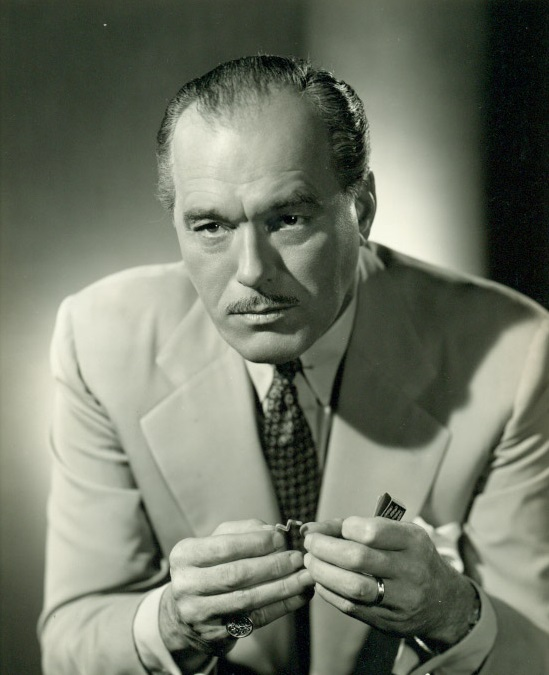

필립 오베(Philip Ober, 1902년 3월 23일 ~ 1982년 9월 13일)는 미국의 연극 배우, 텔레비전 배우이다.
멕시코시티에서 사망하였다. 사인은 심근 경색이다.

## 영화
- 내 사랑 지니 (1965년)
- 어글리 아메리칸 (1963년)
- 팩츠 오브 라이프 (1960년)
- 엘머 갠트리 (1960년)
- 사랑의 흔적 (1959년)
- 북북서로 진로를 돌려라 (1959년)
- 페리 메이슨 (1957년)
- 태미 앤 더 배처러 (1957년)
- 일본 탈출 (1957년)
- 어바웃 미스터 레슬리 (1954년)
- 부러진 창 (1954년)
- 챔프 (1953년)
- 지상에서 영원으로 (1953년) - Capt. 다나 홈즈 역
- 사랑하는 시바여 돌아오라 (1952년)
- 왈가닥 루시 (1951년)
- 매그니피선트 양키 (1950년)